# Friedrich Wilhelm zu Ysenburg und Büdingen

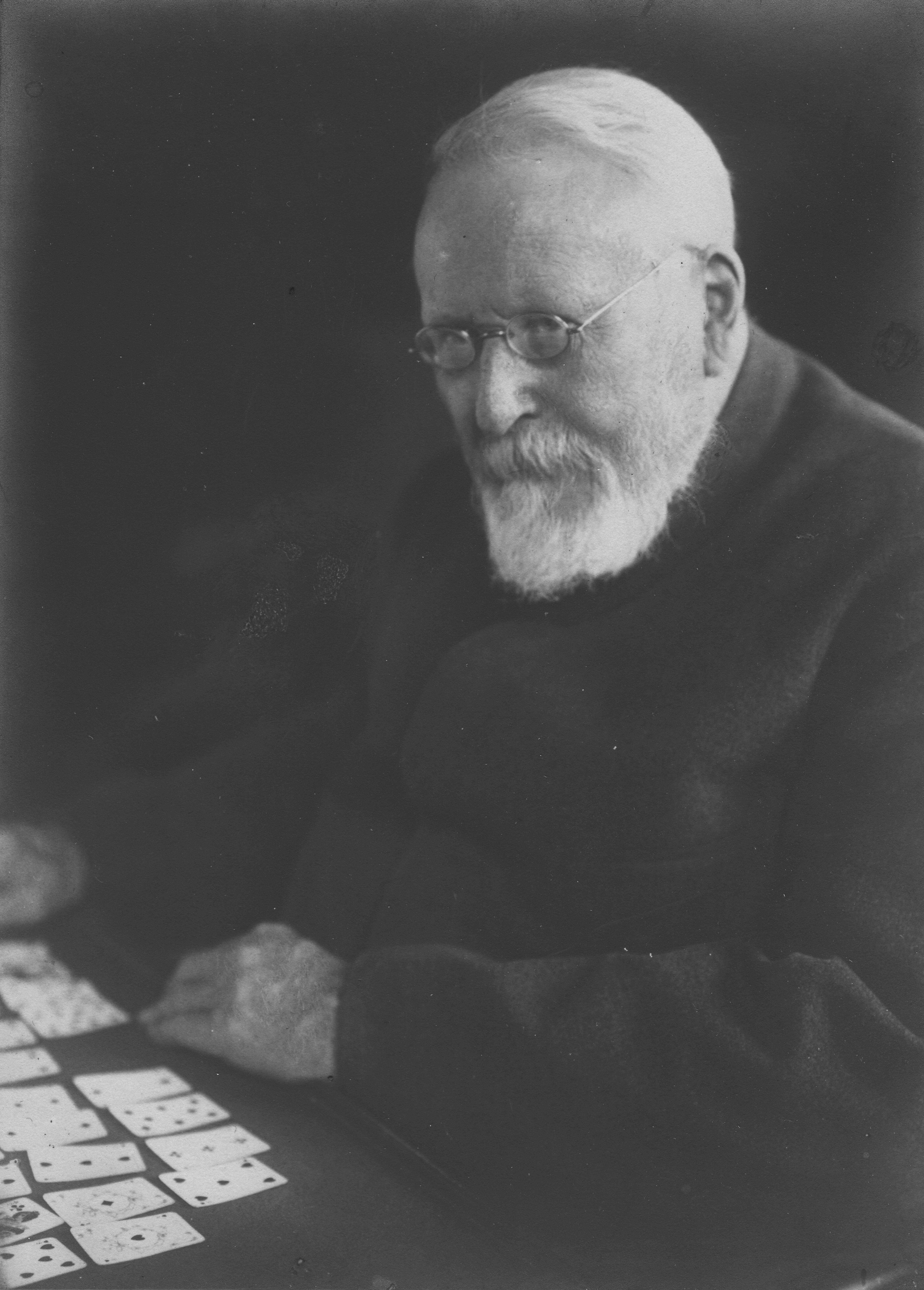

Friedrich Wilhelm Adolf Georg Kasimir Karl Fürst zu Ysenburg und Büdingen (* 17. Juni 1850 in Wächtersbach; † 20. April 1933 ebenda) war ein deutscher Standesherr.

## Familie
Friedrich Wilhelm zu Ysenburg war ein Sohn des Fürsten Ferdinand Maximilian zu Ysenburg-Büdingen  und dessen Frau Augusta Marie Gertrude von Hanau, Gräfin von Schaumburg, einer Tochter des letzten Kurfürsten von Hessen-Kassel, Friedrich Wilhelm, aus dessen morganatischer Ehe mit Gertrude Falkenstein, Fürstin von Hanau. Verheiratet war er seit 1879 mit Anna Gräfin Dobrženský von Dobrženitz (1852–1913). Aus dieser Ehe ging der Erbprinz Ferdinand Maria Maximilian zu Ysenburg und Büdingen (1880–1929), der noch vor seinem Vater verstarb.

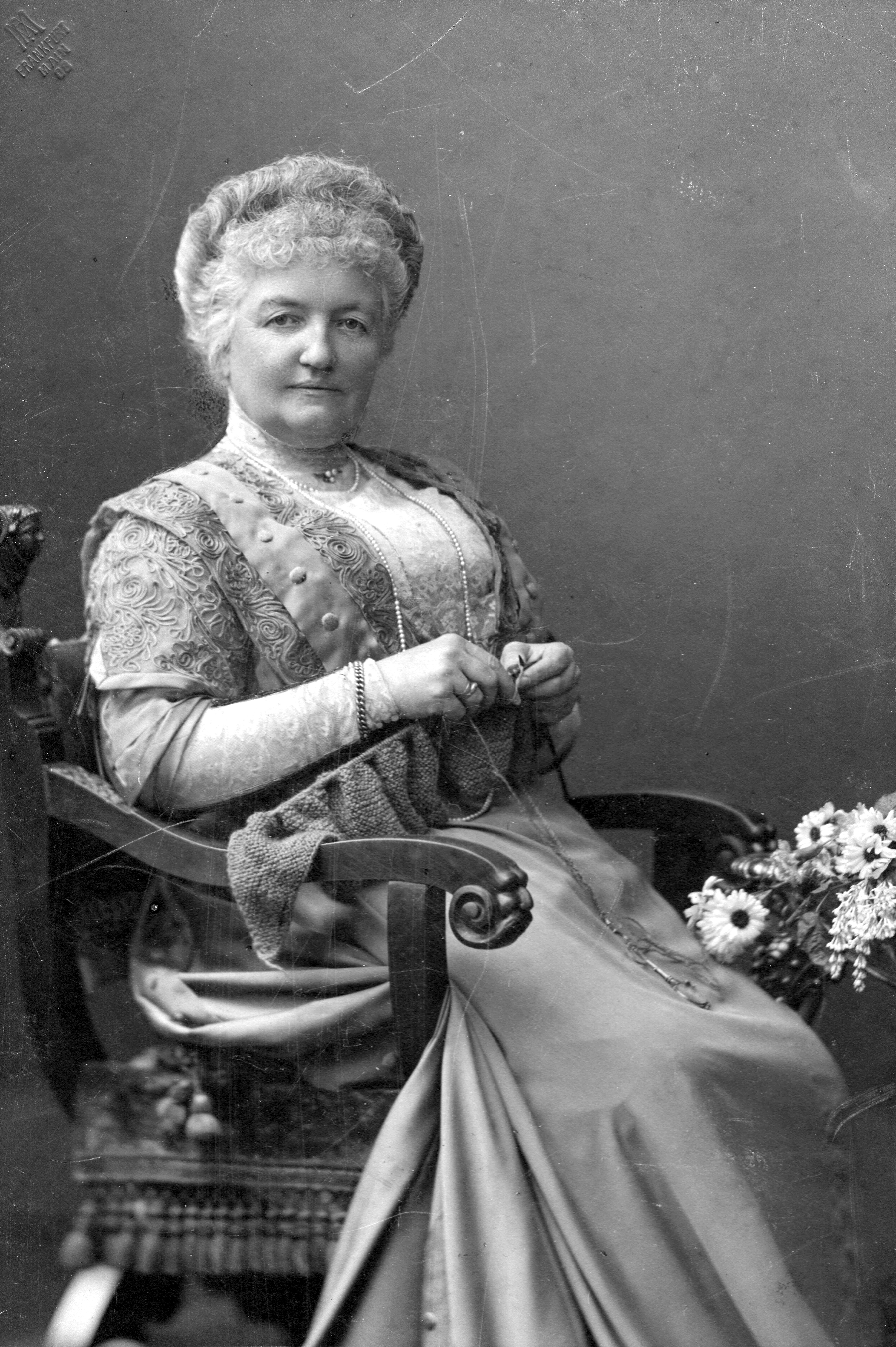
Anna Gräfin Ysenburg u. Büdingen

## Leben

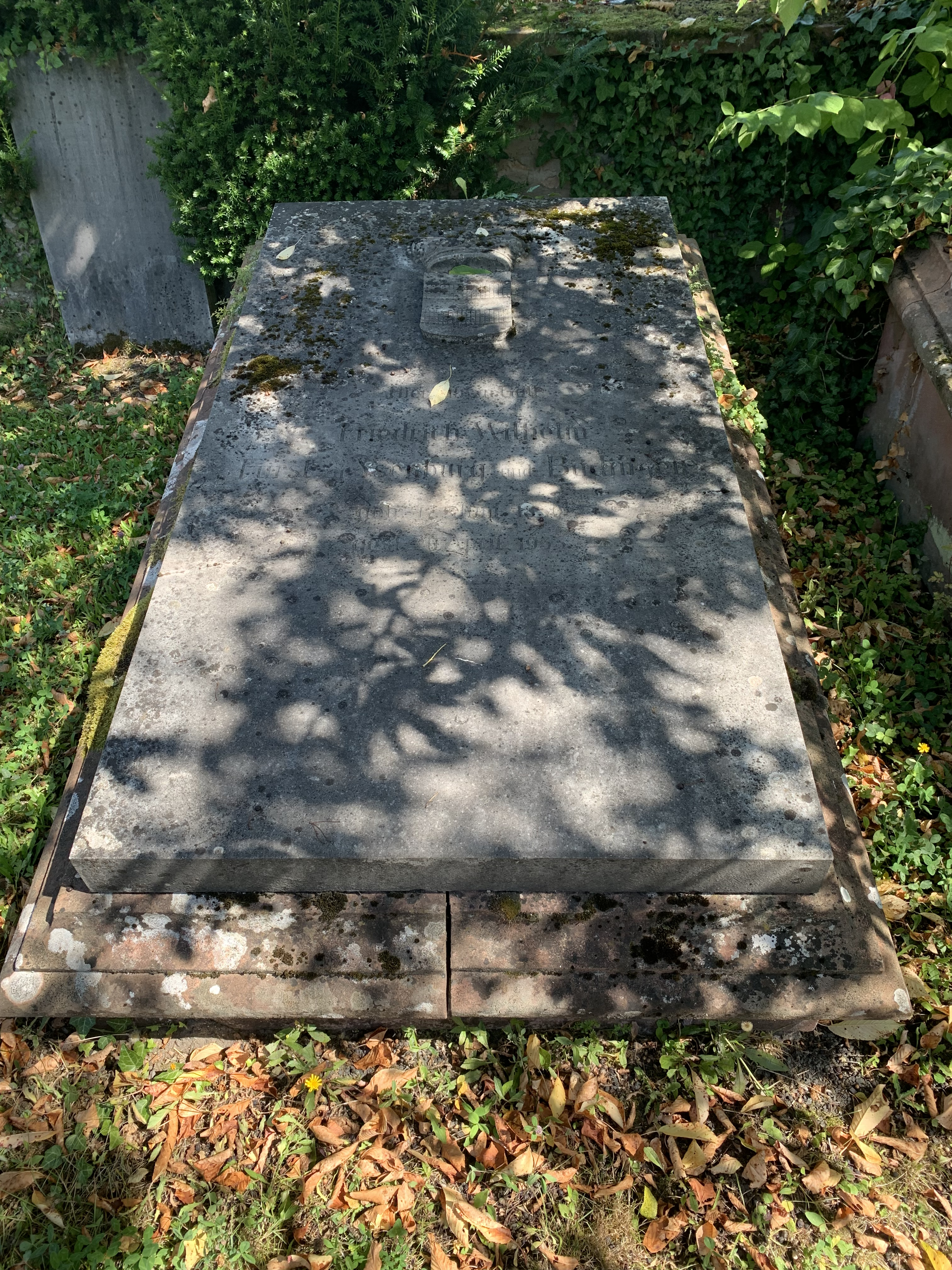
Grabstein in Wächtersbach

Friedrich Wilhelm zu Ysenburg besuchte von Herbst 1859 bis zum Deutschen Krieg 1866 das Staatsgymnasium der Freien Stadt Frankfurt. Danach erhielt er vorübergehend Privatunterricht und kam schließlich an das Viszthumsche Gymnasium in Dresden, wo er Ostern 1870 die Reifeprüfung ablegte. Ab dem Sommersemester 1870 studierte er an der Ludwig-Maximilians-Universität in München und der Hessischen Ludwigs-Universität in Gießen Kameral- und Forstwissenschaft. Er wurde Corpsschleifenträger der Franconia München (1872) und der Teutonia Gießen (1907). 1871 wurde er Mitglied und Referent der Rentkammer Wächtersbach. 1876–1884 stand er als Kammerdirektor im Dienst seines Vaters. Von 1888 bis 1903 lebte er in Lugano. Er folgte 1903 seinem Vater als 2. Fürst zu Ysenburg und Büdingen in Wächtersbach und übernahm die Verwaltung des ausgedehnten Waldbesitzes. Er wurde regional bekannt als Wohltäter und durch seine Fürsorge für die Angestellten und Arbeiter in seinen Betrieben (Steingutfabrik in Waechtersbach, Möbelfabrik Neuenschmidten). Zahlreiche Erfindungen, so z. B. eine der ersten elektrischen Schreibmaschinen und Konstruktionen auf dem Gebiet des Eisenbahnsignalwesens, gehen auf ihn zurück.
In den 1870er und 1880er Jahren gehörte er dem Kommunallandtag in Kassel als gewähltes Mitglied an. Von 1903 bis 1918 war er als Chef der Wächtersbacher Linie der Ysenburger erbliches Mitglied der Ersten Kammer der Landstände des Großherzogtums Hessen und Mitglied des Preußischen Herrenhauses. In seiner Funktion als Mitglied des Herrenhauses engagierte er sich in Fragen der Forstwirtschaft und der Eisenbahnverwaltung.
Friedrich Wilhelm zu Ysenburg und Büdingen ist im Erbbegräbnis der Familie auf dem alten Friedhof in Wächtersbach begraben.

## Auszeichnungen
- Hausorden vom Goldenen Löwen.